# Vishwanath Pratap Singh
Vishwanath Pratap Singh (25 de junho de 1931 - 27 de novembro de 2008) foi primeiro-ministro da Índia entre 1989 e 1990.

## Carreira
Também conhecido como VP Singh, foi um político indiano que foi o 7º Primeiro-Ministro da Índia de 1989 a 1990 e o 41º Raja Bahadur de Manda.
Ele foi educado na Universidade de Allahabad e na Universidade de Pune. Em 1969, juntou-se ao partido do Congresso Nacional Indiano e foi eleito membro da Assembleia Legislativa de Uttar Pradesh. Em 1971, ele se tornou membro do Parlamento no Lok Sabha. Ele serviu como Ministro do Comércio de 1976 a 1977. Em 1980, ele se tornou o Ministro-Chefe de Uttar Pradesh e ficou conhecido pelo encontro da gangue de Phoolan Devi.
No ministério Rajiv Gandhi, Singh recebeu vários cargos no gabinete, incluindo Ministro das Finanças e Ministro da Defesa. Singh também foi o líder do Rajya Sabha de 1984 a 1987. Durante seu mandato como Ministro da Defesa, o escândalo de Bofors veio à tona e Singh renunciou ao ministério. Em 1988, ele formou o partido Janata Dal pela fusão de várias facções do partido Janata . Nas eleições de 1989, a Frente Nacional, com o apoio do BJP, formou o governo e Singh tornou-se o 7º Primeiro-Ministro da Índia.
Durante seu mandato como primeiro-ministro, ele implementou o relatório da Comissão Mandal para as castas atrasadas da Índia, o que levou a grandes protestos contra o ato. Ele também criou a Emenda Sessenta e Dois e promulgou a Lei de Casta e Tribo Programada em 1989. Durante sua gestão, o sequestro de Rubaiya Sayeed aconteceu (ato realizado por membros da Frente de Libertação da Caxemira Jammu) e os terroristas foram libertados. Em 1990, o êxodo infame dos hindus ocorreu do vale da Caxemira. Posteriormente houve a briga de Singh com o Reliance Group. Seguindo sua oposição ao Ram Rath Yatra, o BJP retirou seu apoio à Frente Nacional e seu governo perdeu o voto de desconfiança. Singh renunciou em 7 de novembro de 1990. Seu mandato como primeiro-ministro durou 343 dias.
Singh foi o candidato a primeiro-ministro da Frente Nacional nas eleições de 1991, mas foi derrotado. Ele se manifestou contra a demolição de Babri Masjid em 1992. Depois de 1996, Singh se aposentou de cargos políticos, mas continuou a ser uma figura pública e crítico político. Ele foi diagnosticado com câncer de medula óssea em 1998 e parou de aparecer em público até que o câncer entrou em remissão em 2003. Ele morreu em 27 de novembro de 2008, aos 78 anos, devido a insuficiência renal e foi homenageado com honra estadual.